# Abel Aguilar Elizalde
Abel Adolfo Aguilar Elizalde (* 5. August 1929 in Orizaba, Veracruz) ist ein ehemaliger mexikanischer Fußballschiedsrichter, der auch international eingesetzt wurde.

## Leben
Aguilar war der erste mexikanische Schiedsrichter, der eine WM-Begegnung pfiff. Er kam bei der in seinem Heimatland ausgetragenen Fußball-Weltmeisterschaft 1970 zum Einsatz, wo er die Vorrundenbegegnung zwischen Deutschland und Peru leitete. Außerdem fungierte er im Gruppenspiel zwischen Peru und Bulgarien (3:2) sowie im Spiel um Platz 3 zwischen Deutschland und Uruguay (1:0) als Linienrichter unter der Leitung des italienischen Schiedsrichters Antonio Sbardella.
Zuvor war er in internationalen Turnieren bereits im Rahmen der WM-Qualifikation zwischen El Salvador und Honduras zum Einsatz gekommen, als die beiden Mannschaften sich am 26. Juni 1969 im Aztekenstadion von Mexiko-Stadt gegenüberstanden und El Salvador sich durch einen 3:2-Sieg nach Verlängerung für die Finalspiele gegen Haiti qualifizierte. Diese gingen ebenfalls über die volle Distanz von 3 Begegnungen und Aguilar leitete das zweite Spiel, das die Salvadorianer vor eigenem Publikum mit 0:3 verloren.
Auch beim Fußballturnier der im eigenen Land ausgetragenen olympischen Sommerspiele 1968 leitete Aguilar eine Begegnung der Gruppe D zwischen Bulgarien und der Tschechoslowakei.
Im heimischen Vereinsfußball leitete Aguilar, dessen aktivste Phase als Schiedsrichter im Zeitraum von 1965 bis 1974 war, unter anderem das Finale um den mexikanischen Supercup des Jahres 1971 zwischen dem Club América und dem Club León.